# هانا أل رشيد
هانا أل رشيد (بالإندونيسية: Hannah Al Rasyid)‏ هي عارضة وممثلة إندونيسية، ولدت في 25 يناير 1986 في لندن في المملكة المتحدة.

## وصلات خارجية
- هانا أل رشيد على موقع IMDb (الإنجليزية)
- هانا أل رشيد على موقع قاعدة بيانات الفيلم (الإنجليزية)